# スペースX CRS-19
SpX-19としても知られるスペースX CRS-19（英: SpaceX CRS-19(英語版)）は国際宇宙ステーションへの商業補給サービス・ミッション。このミッションはNASAによって契約され、スペースXによってファルコン9ロケットで飛行した。
CRS-19はドラゴン・カプセルC106によるCRS-4およびCRS-11に続く3度目の飛行である。ドラゴン宇宙船はISSでの1ヶ月の滞在ののちに2020年1月7日に成功裡に地球に帰還した。

## 打ち上げスケジュールの履歴

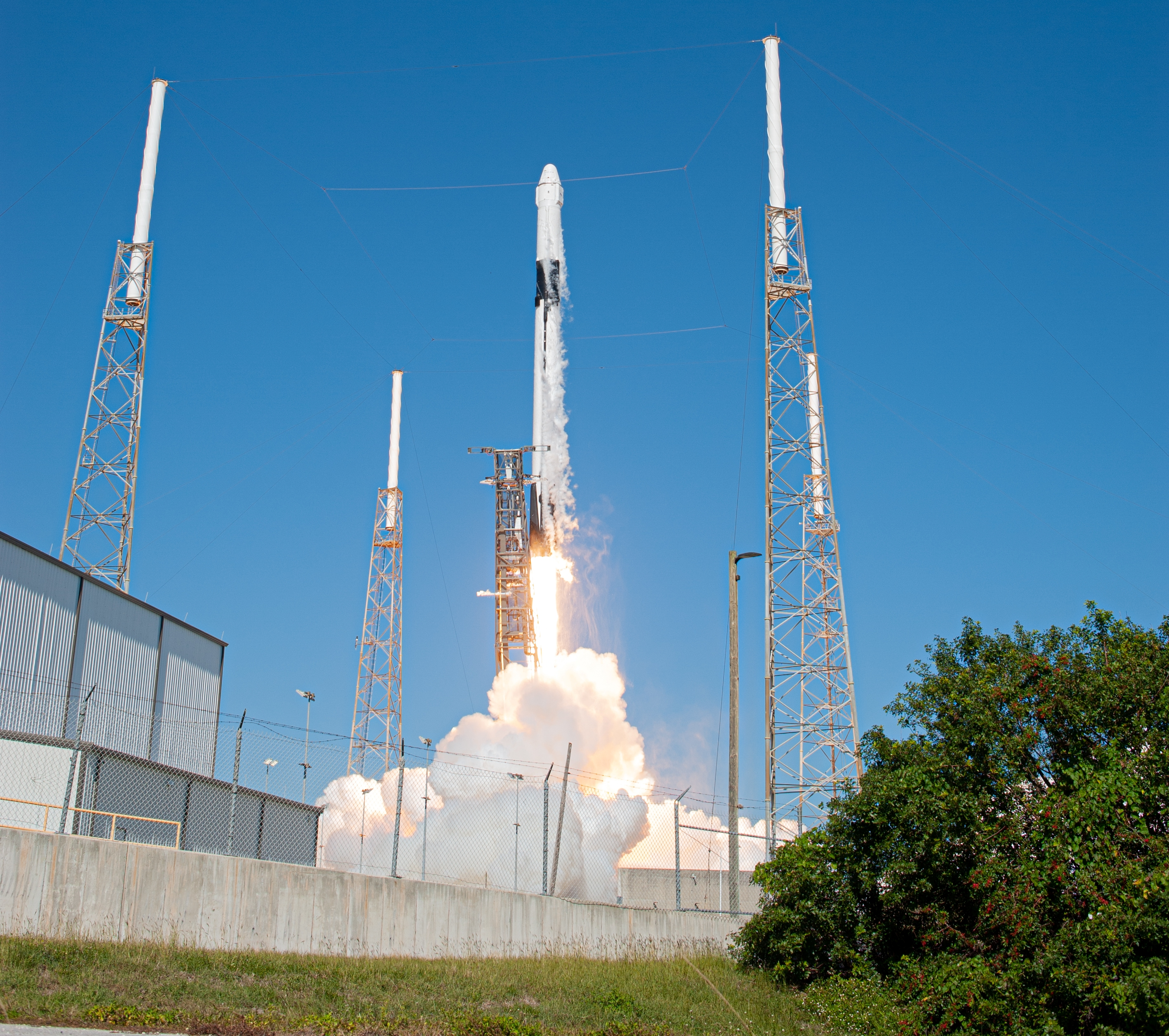
CRS-19の打ち上げ

2016年2月、NASAがスペースXとCRS-16からCRS-20までの5回のCRS追加ミッションの契約延長を行ったことが発表された。2016年6月、NASAの監察官報告書では、2018年12月にこのミッションが明らかにされた。このミッションは2019年10月15日に延期されたが、2019年12月に打ち上げられた。
2019年12月5日、CRS-19の打ち上げが成功し、続いて1段目が回収船 Of Course I Still Love You への着艦も成功した。

## 積荷
NASAはスペースXとCRS-19の契約を結び、一次的な積荷、打ち上げ日時およびドラゴン宇宙カプセルの軌道要素を決定した。CRS-19は総計で2617kgの物資を軌道へと運んだ。これには国際宇宙ステーションに運び込まれる1693kgの与圧貨物と、きぼうに設置する日本からの宇宙実証用ハイパースペクトル画像装置（HISUI）、ロボティック・ツール格納庫（RiTS）のプラットフォームおよびステーションの太陽電池パネル・トラスの交換用リチウムイオン電池などの924kgの非与圧貨物からなっている。
ISSへの貨物の内訳は次の通り：
- 科学調査：977kg
- 乗組員補給品：256kg
- 船体ハードウェア：306kg
- 船外活動機材：64kg
- 計算機資源：15kg
- 外部の積荷：
  - 宇宙実証用ハイパースペクトル画像装置（HISUI）：〜500kg[12]
  - ロボティック・ツール格納庫（RiTS）[13]
  - リチウムイオン電池

ステーションに運び込まれ科学実験の中にはアンハイザー・ブッシュがスポンサーの「微小重力下でのABIボイジャー大麦種子の発芽」、「閉鎖燃焼実験」および齧歯類研究19実験の一環としての40匹の遺伝子組み換えマウスなどが含まれている。
多くのCubeSatがCRS-19で打ち上げられた。ELaNa-25B打ち上げではAzTechSat-1、SORTIEおよびCryoCubeが、ElaNa-28打ち上げではCIRiSおよびEdgeCubeが射出された。このミッションで射出されたその他の小型衛星にはQARMANおよびMakerSat-1が含まれている。